# Греческая странная волна
Греческая странная волна (греч. Αλλόκοτο κύμα; англ. Greek Weird Wave) — художественное течение в современном греческом кинематографе. Понятие родилось в среде западных критиков, объединивших фильмы под названием «Странной волны» благодаря их общим качествам: эстетической новизне, экспериментированию со стилистикой абсурда, исследованию перформативности и малобюджетности. Основные представители течения — Йоргос Лантимос, Афина Цангари, Александрос Авранас, Экторас Лигизос, Бабис Макридис и другие.

## Возникновение термина
Термин Странная волна не использовался режиссёрами для самоопределения. Впервые он появился в статье кинокритика The Guardian Стива Роуза в 2011 году: 
"Растущее число независимых и необъяснимо странных новых греческих фильмов привело к тому, что тренд-аналитики объявили о появлении новой греческой волны, или, как некоторые ее называют, «греческой странной волны». 
Изначально понятие «новая волна» относилось к движениям в кинематографе конца 1950-х годов. В широком смысле оно ассоциировалось с эстетической новизной, бунтом, отрывом от традиции отечественных киноиндустрий и Голливуда, малым бюджетом фильмов. Эти черты довольно точно характеризуют и нынешнее положение греческого кинематографа.

## Художественные особенности
«Странной» греческую новую волну назвали благодаря её специфическим художественным особенностям: абсурдистскому духу, отчужденной актёрской игре, перформативности, кризисной эстетике и общему глубоко тревожному тону. Основными темами фильмов стали семейное насилие, извращенность, распад прежних укладов, хаос и беспорядок, а также перманентная алогичность и странность происходящего, что резонирует с ощущениями греков, переживающих кризис.

### Абсурдизм
Ещё в конце XIX — начале XX столетии, во период социальных и политических кризисов философия абсурда становилась формой мировоззрения Европы. Такой же процесс возник и в кинематографе современной Греции: абсурд стал языком для выражения настоящего. Он проявляется в отсутствии причинно-следственных сюжетных связей, эксцентричности героев, нелогичных ситуациях и неожиданных пространствах. Вербальные коммуникации либо полностью отсутствуют, либо деформируют реальность: в фильме «Клык» искажаются значения слов, в «Лобстере» слова подменяются языком жестов, в «Аттенберге» и «Мальчике, который ел птичий корм» — повадками и звуками животных. Сюжеты многих фильмов исключают понятие ретроспекция, герои существуют в замкнутом пространстве, абсолютном «здесь и сейчас».

### Распад
Не менее важный мотив фильмов — распад социальных и семейных связей. Тема, возникающая в греческой драме с древних времен, выходит здесь на первый план, усиливает ощущения нестабильности и беспокойства. Об этой тенденции говорит и автор фильма «Аттенберг» Афина Цангари: «Одна вещь, которая объединяет новое поколение Греции, —это забота о семье. Это греческая одержимость. Причина, по которой наша политика и экономика в такой беде, в том, что она управляется как семья».

### Перформативность
Некоторые исследователи обращают внимание на избыточную перформативность новой волны. Она проявляется в стиле актёрской игры и в специфических перформативных вставках (в фильмах «Аттенберг», «Клык» и «Альпы»). Тело актёров бытует в пространстве фильма само по себе, без осмысленных, причинно-следственных связей, что рождает ощущение неопределённости. На глазах у зрителя актёры изучают собственную телесность: «Актер — это тело, от которого требуется танцевать и петь, упражняться или исследовать свои физические способности, прыгать и лазать или даже обнажать себя перед камерой в сценах крайней близости, таких как мастурбация (в фильме „Мальчик, который ел птичий корм“ Эктораса Лигизоса). Это размывает границы между различными кинематографическими и художественными жанрами, деформирует грань между художественной и социальной этикой» — пишет исследователь странной волны, Афродити Николайду. Так, схожие художественные техники постдраматического театра и перформанса ложатся в основу Странной волны греческого кинематографа.

### Эстетика кризиса
В исследовании о влиянии экономического кризиса на Греческую странную волну Эрато Базеа пишет, что абсурдистская стилистика фильмов работает как попытка зафиксировать ощущение кризиса. Статья основана на предпосылке, что греческий кризис уклоняется от любой серьёзной попытки репрезентации и интерпретации; бедность, рост социального насилия, обесценивание человеческой жизни, мучительное беспокойство и чувство незащищенности оказывают настолько травматичный эффект, что кризис в целом невозможно уловить, представить или понять. Кинематограф «выражает кризис, делает его видимым», но в то же время «бросает вызов нашим ожиданиям относительно того, что такое кризис и насколько он нормализован».
На примере фильма «Клык» Эрато Базеа объясняет, какими средствами кинематограф передает ощущение кризиса. Хотя в «Клыке» и нет прямой попытки связать повествование с тяжёлым положением в стране, он иллюстрирует общий парадокс течения, в результате которого критики ограничили греческое кино новой волны дискурсом странности. «Этот фильм странный, потому что он нарушает чувство того, что нормально. Он показывает образы удивительного избытка и насилия <…> Странность фильма заключается в его вызове традиционной интерпретации. „Клык“, как и все греческое кино новой волны, стоит между видимостью и невидимостью кризиса. Они означают и отказываются обозначать одновременно». Таким образом, именно промежуточность кинематографических образов, разрушение привычного смысла дает возможность для исследования кризиса: видимого и невидимого, очевидного и спорного, нормализованного и ненормального.

## Экономическая и политическая подоплека
Возникновение Странной волны связано с греческим экономическим кризисом и массовыми беспорядками в Афинах в 2008 году. После 2009 года страна столкнулась с финансовой стагнацией, высоким уровнем безработицы, сокращением социального обеспечения и политическими протестами. В то же время, пока в киноиндустрии происходили серьёзные изменения, греческие фильмы становились все более популярными и получали призы на международных фестивалях. Захватывая суматоху нестабильности, они предложили новаторский взгляд и тонкий комментарий к проблемам, с которыми столкнулась страна.
Фильм «Клык», основоположник Странной греческой волны, был выпущен в 2009 году, одновременно с разгорающимся кризисом. Исследователь течения Лидия Пападимитриу считает, что, несмотря на отсутствие прямой причинно-следственной связи между финансовым кризисом и производством и признанием «Клыка», «он первый превратил „Грецию“ в ключевое слово и заставил людей обратить внимание на греческий кинематограф». Популяризация в международной медиадискурсе самого термина «греческий кризис» совпало с распространением нового культурного феномена. Таким образом на новую волну, при всем её дистрибьютерском и финансовом успехе, был повешен ярлык «кризиса». В то же время, маркировка нового течения как кино «кризиса» представила сам кризис как прозрение, знак разрыва между прошлым и настоящим.
Некоторые картины («Клык», «Аттенберг») не поднимают тему кризиса напрямую, но передают состояние современных греков и наследие, которое им было оставлено. Сюжеты других фильмов, напротив, непосредственно отражают тяжёлые социальные, политические и экономические условия: так, в «Родине» показаны реальные кадры уличных протестов 2008 года, а главный герой фильма «Мальчик, который ел птичий корм» голодает, пытаясь найти работу.
По мнению исследователей, альтернативное название «Странной волны» кино получило благодаря большому количеству персонажей — «социальных неудачников, которые неуклюже двигаются в дисфункциональной среде» (характеристика «странный» подходит скорее человеческому поведению, чем зарождающемуся жанру). Но именно взаимосвязь всех особенностей: кризиса, странности, новой эстетики и культурной специфики — благоприятно сказывается на популярности современного греческого кинематографа.

###### Особенности кинопроизводства «Странной волны»
Финансовый кризис определил и контекст современного кинопроизводства, повлиял на преобразования кинематографического ландшафта. Если раньше Греческий центр кино (Ελληνικό Κέντρο Κινηματογράφου) выделял финансирование, то после кризиса программа поддержки режиссеров была закрыта. Особенностью фильмов «Странной волны» стала их малобюджетность. Зачастую они сняты бесплатно, подручными средствами, при помощи друзей-режиссеров (выступающих то в роли актеров, то в роли сценаристов), с минимальными декорациями. 
«Безусловно, связь между созданием кино в Греции и кризисом существует. <…> сейчас мы просто достаем свои сценарии с полок, собираем друзей и делаем фильмы самостоятельно. <…> Люди киноиндустрии помогают друг другу, потому что прекрасно понимают — больше сегодня надеяться не на кого. Вместе с тем отсутствие финансирования дает и больше свободы, позволяет полностью контролировать съемочный процесс и призывает к полной концентрации» — греческий режиссер Бабис Макридис в интервью журналу Сеанс. 
Йоргос Лантимос и Афина Цангари продюсировали фильмы друг друга, Лантимос также сыграл роль в фильме Цангари «Аттенберг». «Я помогаю ей с фильмом, а она помогает мне. Это единственный способ снимать здесь кино. В Греции больше нет ни реальных продюсеров, ни государственных субсидий. Большую часть времени мы даже не знаем, сможет ли мы снимать. Я думал, успех фильма „Клык“ облегчит это положение, но больше я на это не рассчитываю. Не знаю, как долго люди будут жертвовать собой ради искусства» — говорит Йоргос Лантимос.

## Фильмы «Странной волны»

##### 2009. Клык. Йоргос Лантимос
Фильм «Клык», получивший большой международный успех, принято считать основоположником Странной волны. Это сюрреалистическое, педантичное исследование семейной несправедливости, где авторитарный отец пытается защитить детей от зла внешнего мира, запретив им покидать собственный дом. Подростки получают искаженное знание о мире: кошек они считают злобными убийцами, а под словом «зомби» понимают маленькие желтые цветочки. Выходить из дома на работу разрешается только отцу, детям же обещают разрешить выйти только после того, как у них выпадет клык. Через некоторое время старшая дочь разбивает свой клык и восстает.
Фильм получил награду «Особый взгляд» на Каннском фестивале в 2009 году и был номинирован на Оскар в категории Лучший фильм на иностранном языке в 2011-м.
Исследователи отмечают, что картина выходит за рамки национальной специфики, избегает любых ссылок на культурные традиции. Фильм лишен и национального языка: герои зачастую обходятся без слов, обмениваются скудными репликами или заменяют слова шумом и криками. Таким образом Лантимос передает кризис языка. «Комментировал ли Лантимос то, как Греция внушает своему народу ложное чувство безопасности, чтобы не говорить ему правду о государственных финансах? <…> Ощущение неясности, вопросы, оставленные без ответов, и тревожный тон „Клыка“ — это шокирующе близко к тем чувствам, которые испытало большинство людей, когда масштабы проблем страны наконец-то стали ясны» — пишет Бойд ван Хёйдж.

##### 2009. Стелла (Путь женщины). Панос Коутрас
Узнав о сексуальной связи шурина с собственным сыном, Йоргос убивает шурина и на 14 лет попадает в тюрьму. После выхода он останавливается в отеле в центре Афин, где встречает молодую транс-проститутку Стеллу, и через некоторое время влюбляется в нее.
По мнению критиков, нарочитая телесность в фильме направлена против нормативного и нормализующего насилия, которое определяет наше понимание субъективности и сексуальности.

##### 2010. Аттенберг. Афина Рахель Цангари
23-летняя девушка Марина живет вместе с отцом-архитектором в небольшом промышленном городе рядом с морем. Она воспринимает людей как нечто странное и отталкивающее, ей неприятна идея физического контакта. Жизнь девушки-аутсайдера ограничивается заботой об умирающем отце, бойкой подругой, которая рассказывает Марине истории своих отношений и учит целоваться, и передачами Дэвида Аттенборо «Жизнь млекопитающих». За игрой в настольный футбол девушка знакомится с мужчиной, который помогает ей исследовать человеческую физиологию.
Актриса Ариана Лабед получила кубок Вольпи за лучшую женскую роль на 67-м Венецианском кинофестивале в 2010 году.

##### 2010. Родина (Hora proelefsis). Силлас Цумеркас
В фильме представлена жизнь трех поколений одной семьи на фоне глобальной истории Греции: от диктатуры Черных полковников до тяжелого кризиса последних лет (в семейную сагу включены реальные кадры беспорядков в Афинах 2008 года). Проблемы в семье, протесты на улицах, крах социальных и семейных связей — с размахом греческой трагедии и необратимым катарсисом в финале.

##### 2011. Утраченная молодость. Аргирис Пападимитропулос
Фильм, интерпретирующий события гибели афинского подростка, спровоцировавшей масштабную волну уличных протестов в 2008 году. Пути двух главных героев — парня-скейтера Хариса и полицейского Василиса, переживающего кризис среднего возраста, — пересекаются совсем случайно и становятся трагедией утраченной молодости. Это история о том, как незначительная вспышка и случайное стечение личных обстоятельств способно привести к большим сдвигам в моральной и эмоциональной жизни всей страны.

##### 2011. Альпы. Йоргос Лантимос
«Альпы» — секретная группа, оказывающая профессиональную помощь семьям, потерявшим близких. Участники сообщества заменяют собой недавно ушедших родственников, копируя их внешность и поведение. Главная героиня — ночная сиделка госпиталя, состоящая в «Альпах», — утаивает от товарищей смерть пациентки больницы и предлагает свои услуги ее родителям.
«Если „Клык“, в котором родители держали своих взрослых детей взаперти, внушая им искаженные представления о мире, был скорее сатирой на институт семьи, то „Альпы“ ставят под вопрос само содержание понятия „человек“. Каждый из нас оказывается совокупностью информации, суммой привычек и страхов, которые можно перезаписать на другой носитель — и копия справится со своими функциями не хуже оригинала» — пишет кинокритик Мария Кувшинова.

##### 2012. Мальчик, который ел птичий корм. Экторас Лигизос
Хроника жизни образованного, но странного юноши Йоргоса, отдалившегося от семьи и друзей. Отныне его главными спутниками стали желтая канарейка и голод. Целыми днями Йоргос скитается по городу в поисках пищи, ворует, копается в мусорных баках, ест птичий корм. А в минуты просветления поет хоралы Баха.
«Это современная версия „Голода“ Кнута Гамсуна, любопытный дебют Эктораса Лигизоса, который, как и его старший коллега Йоргос Лантимос, перебрался в кинематограф из экспериментального театра. <…> Как и другие важные греческие фильмы последних нескольких лет, „Мальчик“ не выглядят откровенным политическим или социальным памфлетом, хотя косвенным образом и говорит о проблемах современной Греции» — отмечает критик Анна Меликова.

##### 2012. Л. Бабис Макридис
40-летний мужчина, работающий водителем, живет в своей машине. Свободное время он проводит с женой и детьми, встречаясь с ними на автостоянках. Перелом в судьбе происходит, когда его увольняют с работы. Разочаровавшись в жизни, он решает найти новое транспортное средство: закапывает машину в землю и пересаживается на мотоцикл.
Режиссер фильма Бабис Макридис рассказывал, что написание сценария заняло семь лет. За это время сюжет был переписан десятки раз, однако, приступив к съёмкам, команда еще раз его переписала и добавила в фильм довольно много импровизации. «Мой фильм изначально не был задуман политическим, но первый вопрос, который задают, почти всегда касается кризиса и политики. Я это прекрасно понимаю, Греция переживает печальный период, и весьма логично, что во всем ищут политическую подоплеку. Мы не можем игнорировать этого. И порой даже неосознанно политика оказывается в наших фильмах. Ведь по большому счету, даже если вы не голосуете — это тоже политический акт» — добавил Бабис Макридис.

##### 2013. Госпожа Жестокость. Александрос Авранас
В свой одиннадцатый день рождения Анжелика совершает самоубийство, прыгнув с балкона. Пока полиция пытается выяснить причины самоубийства, члены семьи в один голос утверждают, что это был несчастный случай.
На 70-м Венецианском кинофестивале в 2013 году фильм выиграл Серебряного льва за лучшую режиссерскую работу, а актер Темис Пану получил кубок Вольпи за лучшую мужскую роль.
Исследователи пишут, что Лантимос и Авранас, избегая прямолинейного разговора о кризисе, выбирают семью в качестве универсальной ячейки общества и превращают ее в «питательную среду некрополитического ужаса». Изолированные от общества дети становятся жертвами угнетения патриархальных отцов и безвольных матерей. В статье для The Guardian Питер Брэдшоу сравнил фильм Алесандроса Авранаса с ранее упомянутыми, сказав, что «у него нет юмора фильмов Йоргоса Лантимоса и Афины Цангари и, следовательно, меньше их богатства и изобретательности. Но в его силе сомневаться нельзя».

## Критика
Несмотря на всеобщее международное признание, родоначальники странной волны относятся к термину скептически и не мыслят себя как оформленное художественное течение. Йоргос Лантимос, один из самых крупных греческих режиссеров в мировом кинематографе, отмечал, что нет оснований для разговора о новом художественном течении, так как не существует общей философии. Стилистика же формируется скорее под давлением финансового положения кино в Греции: «Обычное дело, что у нас нет средств, поэтому мы должны снимать свои очень дешевые, очень маленькие фильмы».

Подобное мнение разделяет и Бабис Макридис: 
«Это скорее отмечают для себя критики, классифицируя определенную группу греческих режиссеров. Да, у нас есть общие темы, мы можем быть схожи стилистически и поддерживать друг друга лично. Но в Греции нас никогда не позиционировали как какую-то волну. Это придумано иностранными критиками, которым было удобно очертить такую тематическую группу. В Греции это не прижилось. Здесь сейчас снимается много независимых картин. Есть куча талантливых режиссеров, большинство из которых делают фильмы, совершенно непохожие на наши»
Режиссер фильма «Госпожа Жестокость» Александрос Авранас так же отказывался от ярлыка Странной волны, утверждая, что современный кинематограф Греции — не оформленное движение, режиссёры не следуют общей художественной линии, и единственное, что их объединяет — это отсутствие денег.